# Coppa araba 1988
La Coppa araba 1988 (كأس العرب 1988) fu la quinta edizione della Coppa araba, competizione calcistica per nazionali organizzata dalla UAFA. La competizione si svolse in Arabia Saudita dall'8 luglio al 21 luglio 1988 e vide la partecipazione di 10 squadre: Algeria, Arabia Saudita, Bahrein, Egitto, Giordania, Iraq, Kuwait, Libano, Siria e Tunisia.
La UAFA organizzò questa competizione dal 1963 al 2012 a cadenza variabile. Sebbene la competizione non sia stata ufficialmente cancellata, non ci più eventi dal 2012: si sono avute in totale 9 edizioni più 2 edizioni annullate (l'edizione del l'ultima del 1982 a causa della Guerra del Libano, mentre quella del 2009 per mancanza di sponsor). Durante la lunga interruzione che si è avuta tra il 1966 e il 1985, il torneo fu rimpiazzato (o rinominato) dalla Coppa della Palestina, di cui tre edizioni si giocarono negli anni '70. L'edizione del 1992 è stata parte integrante dei giochi arabi disputati in Siria.

## Formula
- Qualificazioni

L'Arabia Saudita (come paese ospitante), l'Iraq (come campione in carica), Bahrein, Egitto, Giordania, Kuwait, Libano e  Siria sono qualificate automaticamente alla fase finale. Rimangono 3 squadre in un girone unico. Giocano partite di sola andata, le prime due classificate si qualificano alla fase finale.
- Fase finale

Fase a gruppi - 10 squadre, divise in due gruppi da cinque squadre. Giocano partite di sola andata, le prime due classificate si qualificano alle semifinali.
Fase a eliminazione diretta - 4 squadre, giocano partite di sola andata. La vincente si laurea campione UAFA.

## Squadre partecipanti
| Pr. | Squadra        | Data di qualificazione certa | Partecipante in quanto                                               | Partecipazioni precedenti al torneo | Ultima presenza     |
| --- | -------------- | ---------------------------- | -------------------------------------------------------------------- | ----------------------------------- | ------------------- |
| 1   | Giordania      | -                            | Rappresentativa della nazione organizzatrice della fase finale       | 4 (1963, 1964, 1966, 1985)          | Arabia Saudita 1985 |
| 2   | Iraq           | -                            | Rappresentativa della nazione detentrice del titolo                  | 3 (1964, 1966, 1985)                | Arabia Saudita 1985 |
| 3   | Arabia Saudita | -                            | Qualificata di diritto                                               | 1 (1985)                            | Arabia Saudita 1985 |
| 4   | Bahrein        | -                            | Qualificata di diritto                                               | 2 (1966, 1985)                      | Arabia Saudita 1985 |
| 5   | Egitto         | -                            | Qualificata di diritto                                               | -                                   | Esordiente          |
| 6   | Kuwait         | -                            | Qualificata di diritto                                               | 3 (1963, 1964, 1966)                | Iraq 1966           |
| 7   | Libano         | -                            | Qualificata di diritto                                               | 3 (1963, 1964, 1966)                | Iraq 1966           |
| 8   | Siria          | -                            | Qualificata di diritto                                               | 2 (1963, 1966)                      | Iraq 1966           |
| 9   | Algeria        | 15 dicembre 1987             | 1ª classificata nel girone unico della fase finale di qualificazione | -                                   | Esordiente          |
| 10  | Tunisia        | 15 dicembre 1987             | 2ª classificata nel girone unico della fase finale di qualificazione | 1 (1963)                            | Libano 1963         |

Nella sezione "partecipazioni precedenti al torneo", le date in grassetto indicano che la nazione ha vinto quella edizione del torneo, mentre le date in corsivo indicano la nazione ospitante.

## Fase finale

### Fase a gruppi

#### Gruppo A
| Amman 9 luglio 1988 | Egitto | 0 – 0 | Arabia Saudita | Amman International Stadium |

| Amman 9 luglio 1988 | Iraq | 1 – 1 | Tunisia | Amman International Stadium |

| Amman 11 luglio 1988 | Iraq | 0 – 0 | Libano | Amman International Stadium |

| Amman 11 luglio 1988 | Arabia Saudita | 1 – 1 | Tunisia | Amman International Stadium |

| Amman 13 luglio 1988 | Egitto | 1 – 0 | Tunisia | Amman International Stadium |

| Amman 13 luglio 1988 | Libano | 1 – 0 | Arabia Saudita | Amman International Stadium |

| Amman 15 luglio 1988 | Iraq | 2 – 0 | Arabia Saudita | Amman International Stadium |

| Amman 15 luglio 1988 | Egitto | 3 – 0 | Libano | Amman International Stadium |

| Amman 17 luglio 1988 | Libano | 1 – 1 | Tunisia | Amman International Stadium |

| Amman 17 luglio 1988 | Egitto | 0 – 0 | Iraq | Amman International Stadium |

| Pos | Squadra        | P.ti | G | V | N | P | GF | GS | DR |
| --- | -------------- | ---- | - | - | - | - | -- | -- | -- |
| 1   | Egitto         | 6    | 4 | 2 | 2 | 0 | 4  | 0  | +4 |
| 2   | Iraq           | 5    | 4 | 1 | 3 | 0 | 3  | 1  | +2 |
| 3   | Libano         | 4    | 4 | 1 | 2 | 1 | 2  | 4  | -2 |
| 4   | Tunisia        | 3    | 4 | 0 | 3 | 1 | 3  | 4  | -1 |
| 5   | Arabia Saudita | 2    | 4 | 0 | 2 | 2 | 1  | 4  | -3 |

Egitto e Iraq qualificati alle semifinali.

#### Gruppo B
| Amman 8 luglio 1988 | Giordania | 0 – 0 | Bahrein | Amman International Stadium |

| Amman 8 luglio 1988 | Siria | 1 – 1 | Algeria | Amman International Stadium |

| Amman 10 luglio 1988 | Giordania | 0 – 1 | Kuwait | Amman International Stadium |

| Amman 10 luglio 1988 | Algeria | 0 – 0 | Bahrein | Amman International Stadium |

| Amman 12 luglio 1988 | Siria | 2 – 1 | Bahrein | Amman International Stadium |

| Amman 12 luglio 1988 | Algeria | 1 – 0 | Kuwait | Amman International Stadium |

| Amman 14 luglio 1988 | Siria | 1 – 0 | Kuwait | Amman International Stadium |

| Amman 14 luglio 1988 | Giordania | 2 – 1 | Algeria | Amman International Stadium |

| Amman 16 luglio 1988 | Giordania | 2 – 0 | Siria | Amman International Stadium |

| Amman 16 luglio 1988 | Kuwait | 1 – 1 | Bahrein | Amman International Stadium |

| Pos | Squadra   | P.ti | G | V | N | P | GF | GS | DR |
| --- | --------- | ---- | - | - | - | - | -- | -- | -- |
| 1   | Giordania | 5    | 4 | 2 | 1 | 1 | 4  | 2  | +2 |
| 2   | Siria     | 5    | 4 | 2 | 1 | 1 | 4  | 4  | 0  |
| 3   | Algeria   | 4    | 4 | 1 | 2 | 1 | 3  | 3  | 0  |
| 4   | Kuwait    | 3    | 4 | 1 | 1 | 2 | 2  | 3  | -1 |
| 5   | Bahrein   | 3    | 4 | 0 | 3 | 1 | 2  | 3  | -1 |

Giordania e Algeria qualificati alle semifinali.

### Fase a eliminazione diretta

#### Tabellone
|  | Semifinali | Semifinali | Semifinali |       |       | Finale          | Finale          | Finale          |  |
|  |            |            |            |       |       |                 |                 |                 |  |
|  | Siria      | Siria      | 0 (4)      |       |       |                 |                 |                 |  |
|  | Siria      | Siria      | 0 (4)      |       |       |                 |                 |                 |  |
|  | Egitto     | Egitto     | 0 (3)      |       |       |                 |                 |                 |  |
|  | Egitto     | Egitto     | 0 (3)      |       | Iraq  | Iraq            | 1 (4)           |                 |  |
|  |            |            |            |       | Iraq  | Iraq            | 1 (4)           |                 |  |
|  |            |            | Siria      | Siria | 1 (3) |                 |                 |                 |  |
|  | Iraq       | Iraq       | Siria      | Siria | 1 (3) | 3               |                 |                 |  |
|  | Iraq       | Iraq       |            |       |       | 3               |                 |                 |  |
|  | Giordania  | Giordania  | 0          |       |       | Finale 3º posto | Finale 3º posto | Finale 3º posto |  |
|  | Giordania  | Giordania  | 0          |       |       |                 |                 |                 |  |
|  |            |            |            |       |       |                 |                 |                 |  |
|  |            |            |            |       |       | Egitto          | Egitto          | 2               |  |
|  |            |            |            |       |       | Egitto          | Egitto          | 2               |  |
|  |            |            |            |       |       | Giordania       | Giordania       | 0               |  |

#### Semifinali
| Amman 19 luglio 1988                         | Siria                | 0 – 0 (d.t.s.) | Egitto | Amman International Stadium |
| \| \| \| \| \| \| Tiri di rigore 4 – 3 \| \| |                      |                |        |                             |
|                                              |                      |                |        |                             |
|                                              | Tiri di rigore 4 – 3 |                |        |                             |

| Amman 19 luglio 1988 | Iraq | 3 – 0 | Giordania | Amman International Stadium |

#### Finale 3º posto
| Amman 21 luglio 1988 | Egitto | 2 – 0 | Giordania | Amman International Stadium |

#### Finale
| Amman 21 luglio 1988                         | Iraq                 | 1 – 1 (d.t.s.) | Siria | Amman International Stadium |
| \| \| \| \| \| \| Tiri di rigore 4 – 3 \| \| |                      |                |       |                             |
|                                              |                      |                |       |                             |
|                                              | Tiri di rigore 4 – 3 |                |       |                             |